# Radicaal 171
Van de in totaal 214 Kangxi-radicalen heeft radicaal 171 de betekenis slaaf. Het is een van de negen radicalen die bestaat uit acht strepen.
In het Kangxi-woordenboek zijn er 12 karakters die dit radicaal gebruiken.

## Karakters met het radicaal 171

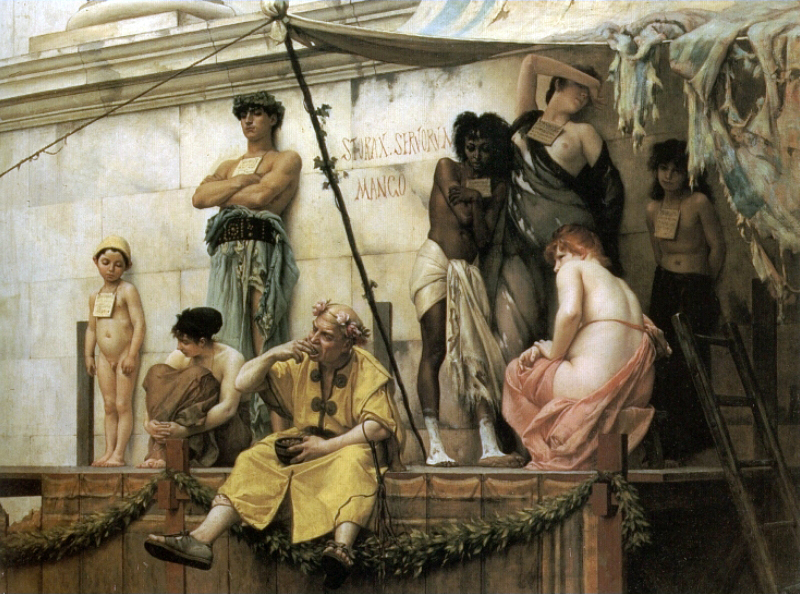
De Slavenmarkt door Gustave Boulanger.

| Strepen | Karakter |
| ------- | -------- |
| + 0     | 隶       |
| + 8     | 隷       |
| + 9     | 隸       |